# Dmitry Korchak

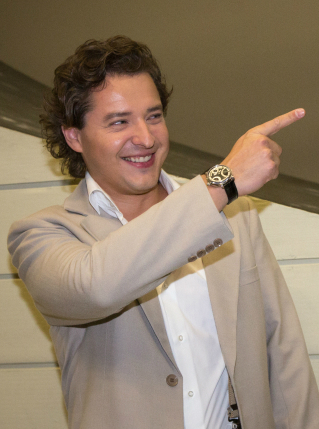
Dmitry Korchak (2014)

Dmitry Korchak (geboren 19. Februar 1979 in Elektrostal/Oblast Moskau) ist ein russischer Tenor und Dirigent.
Korchak erhielt seine musikalische Ausbildung an der Moskauer Chor-Akademie. 2004 gewann er Preise beim Internationalen Gesangswettbewerb „Francisco Viñas“ in Barcelona und beim Internationalen Wettbewerb Operalia von Plácido Domingo in Los Angeles.
Als Sänger trat er unter anderem an der Mailänder Scala, der Wiener Staatsoper, der Berliner Staatsoper unter den Linden, der Pariser Opera Bastille, dem Londoner Covent Garden und in der New Yorker Carnegie Hall auf. Er arbeitete mit Künstlern wie Daniel Barenboim, Riccardo Chailly, Plácido Domingo, Lorin Maazel, Zubin Mehta und Kent Nagano zusammen.
Von 2017 bis 2020 war Dmitry Korchak Erster Gastdirigent am Akademischen Opern- und Ballett-Theater Nowosibirsk, wo er sein eigenes Festival leitete, sowie Gastdirigent am Michailowski-Theater in Sankt Petersburg.
Mehrfach gastierte Korchak beim Kissinger Sommer, bei den Salzburger Festspielen und beim Rossini-Festival in Pesaro, wo er auch als Dirigent arbeitete. Korchak arbeitete unter anderem auch mit dem Orchester des Bayerischen Rundfunks und dem Chicago Symphony Orchestra.